# Zuiderkerk (Delft)
De Zuiderkerk in Delft, in de Nederlandse provincie Zuid-Holland, is een voormalig Nederduitse Gereformeerde kerk. De kerk werd in 1888 gebouwd naar een ontwerp van G. van der Kaaden, en heeft elementen ontleend aan het classicisme en renaissance. De kerk bevindt zich op een binnenplaats. 
Aanvankelijk werd de kerk gebruikt voor diensten van de Nederduits Gereformeerde Kerk, een kerkelijke stroming die zich enkele jaren daarvoor landelijk van de Nederlandse Hervormde Kerk had afgescheiden onder invloed van Abraham Kuyper. De kerk zou pas later de naam "Zuiderkerk" gaan dragen. De eerste predikant van deze gemeente was ds. C.W.J. van der Lummel. In 1897, vijf jaar later dan het besluit van de synode, besluit de gemeente samen te gaan met de Christelijke Gereformeerde Kerken in Delft tot de Gereformeerde Kerken in Nederland. Slechts een klein deel besluit niet met de fusie mee te gaan.
Halverwege de 20e eeuw krijgt de kerk te kampen met een sterke daling van het ledenaantal, en wordt het kerkgebouw gesloten. In 1965 wordt het gebouw verkocht aan een ijzerhandel, en in 1983 wordt het een rommelmarkt. In 1990 wordt het gebouw aangekocht door de evangelische gemeente "Morgenstond", die het gebouw in twee jaar tijd verbouwt: In de hoge kerkzaal wordt een verdieping geplaatst, waardoor de begane grond beschikbaar komt als ontmoetingsruimte, en op de eerste verdieping een kerkzaal verrijst met plaats voor 600 personen. Tevens is er een doopbad aanwezig, deze is geplaatst onder het podium. Door een aantal platen van het podium af te halen, is het doopbad zichtbaar. In 1992 wordt het gebouw door de evangelische gemeente in gebruik genomen.

Sint-Adelbertkerk · 
Kerk van het Allerheiligst Sacrament · 
Pastoor van Arskerk · 
Bethlehemkerk · 
Sint-Corneliuskapel · 
De Deur · 
H.H. Franciscus en Clarakerk · 
Génestetkerk · 
Sint-Hippolytuskapel · 
Sint-Hippolytuskerk · 
Hofkerk · 
Immanuëlkerk · 
Levend Water · 
Lutherse kerk · 
Maranathakerk · 
Maria van Jessekerk · 
Maria en Ursulakerk · 
Marcuskerk · 
Nieuwe Kerk · 
O.L.V. Onbevlekt Ontvangen · 
Ontmoetingskerk · 
Oosterkerk · 
Oude Kerk · 
Plaats van Samenkomst · 
Sint-Stanislaskapel · 
Vierhovenkerk · 
Waalse kerk · 
Westerkerk · 
Zuiderkerk